# Deursen
Deursen è una località dei Paesi Bassi, nel Brabante Settentrionale, il cui territorio è ricompreso in quello del comune di Oss.
Nel 1732, nella tenuta "Den Bogaert", vi fu trasferito il monastero di Zoeterbeeck delle Canonichesse regolari di Sant'Agostino della Congregazione di Windesheim, chiuso nel 1997, i cui edifici passarono all'Università cattolica di Nimega.
Nel 1815 andò a costituire un comune insieme con Dennenburg. Nel 1923 il comune fu fuso Il comune si fuse con quello di Ravenstein nel 1923 e nel 2003 fu assorbito nel comune di Oss.